# Famille von Neipperg
La famille des comtes von Neipperg (Grafen von Neipperg) est une illustre famille de la noblesse allemande originaire de Souabe. Ils descendent de chevaliers du Saint-Empire de noblesse immédiate.
La famille est issue du village de Neipperg et du bourg de Schwaigern (aujourd'hui dans l'arrondissement de Heilbronn dans le Bade-Wurtemberg). Elle servit dans le duché de Wurtemberg et le Palatinat et à partir du XVIIIe siècle occupa de hauts postes auprès des Habsbourg d'Autriche. La branche de Schwaigern reçut le titre de comte du Saint-Empire en 1726 et le titre de comte de Montenuovo en 1864.

## Histoire
(septembre 2024).
Si vous disposez d'ouvrages ou d'articles de référence ou si vous connaissez des sites web de qualité traitant du thème abordé ici, merci de compléter l'article en donnant les références utiles à sa vérifiabilité et en les liant à la section « Notes et références ».

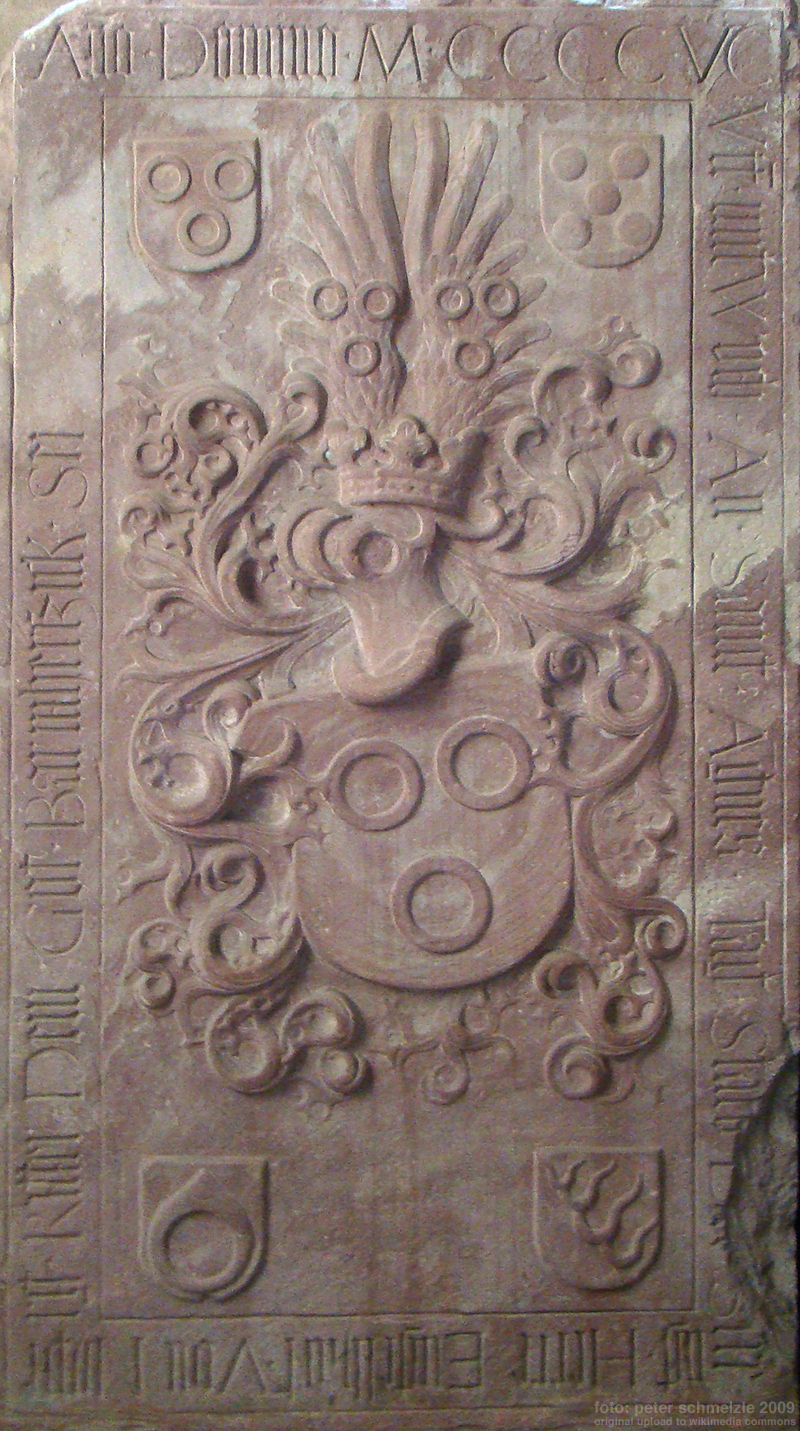
Stèle funéraire d'Eberhard von Neipperg à l'église de Schwaigern

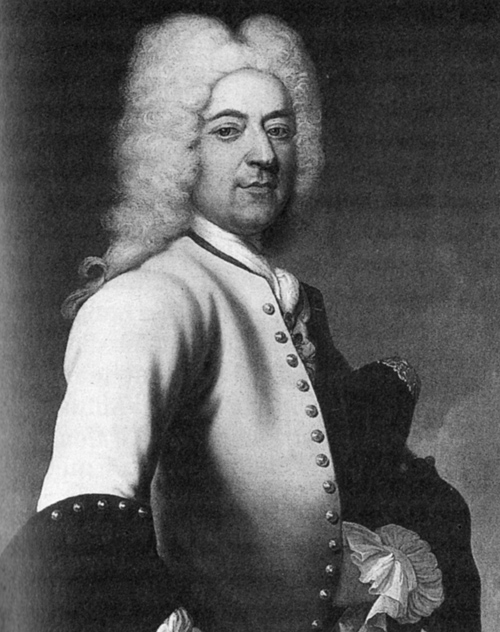
Wilhelm-Reinhard de Neipperg

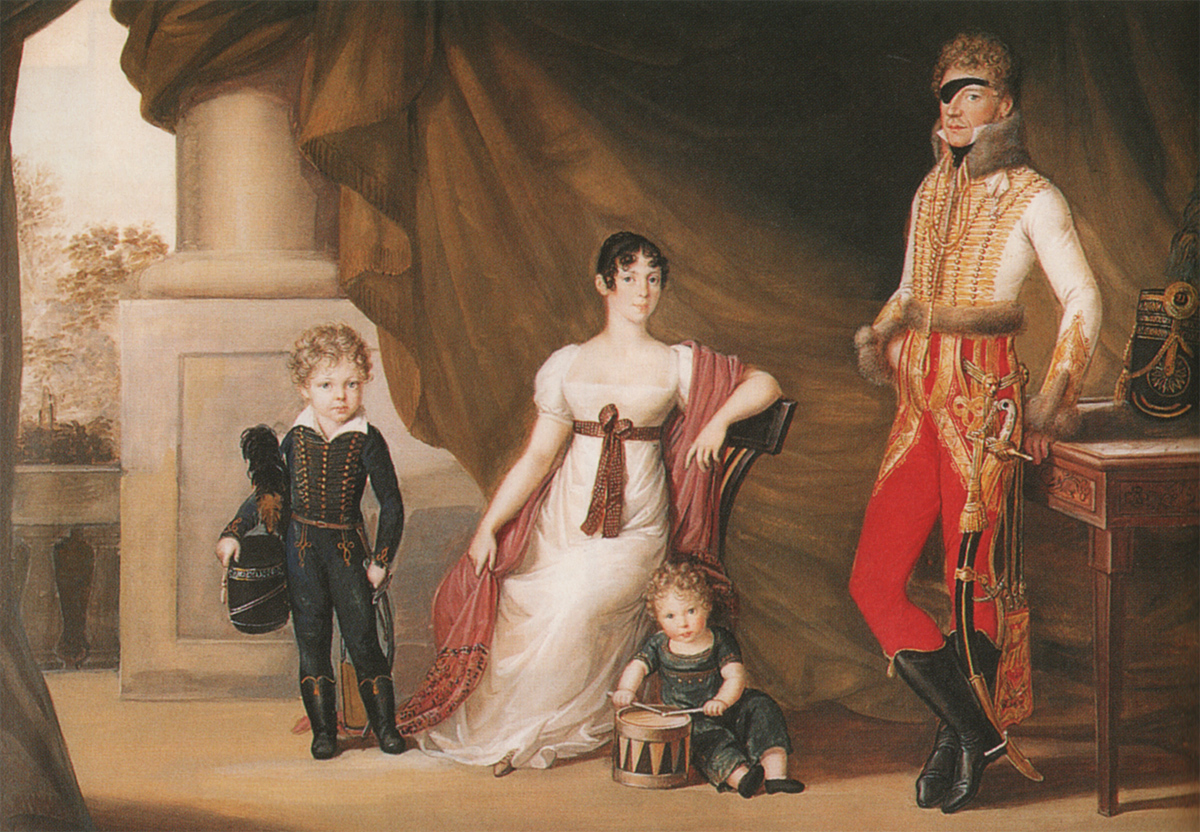
Adam-Albert de Neipperg et sa première épouse (1810)

La famille descend des chevaliers de Schwaigern du XIIIe siècle qui possédaient depuis le XIIe siècle le château de Neipperg, château fort dont les ruines sont encore visibles à Brackenheim.
les Neipperg agrandissent leurs domaines au cours des XIVe et XVe siècles dans le Zaubergäu et le Kraichgau, fiefs du Wurtemberg, du Palatinat et de Bade. Ils obtiennent le droit de Haute-Justice (Blutgericht) en 1431 et l'immédiateté d'Empire. Jouant d'appuis auprès de la Cour de l'Électeur palatin et du duc de Wurtemberg, les Neipperg assurent leur position et leurs privilèges territoriaux.
À la fin du XVe siècle les Neipperg sont constitués de deux lignages, celui des Adelshofen, éteints en 1708, et celui des Schwaigern. Ces derniers ont leur nécropole dans l'église de Schwaigern. Ils embrassent la Réforme protestante et font du château de Klingenberg leur résidence principale, avant qu'Eberhard Friedrich von Neipperg (1655-1725) ne s'installe à Vienne, où la famille va servir pendant plusieurs générations les Habsbourgs. Son fils, le général Wilhelm Reinhard de Neipperg (1684-1774), devient comte en 1726 et négocie la paix de Belgrade en 1739. Il devient précepteur du jeune François de Lorraine, futur empereur. Les Neipperg retournent alors au catholicisme. Marie-Wilhelmine de Neipperg, fille de Wilhelm-Reinhardt, dame d'honneur de l'impératrice, sera remarquée par l'empereur François de Lorraine vieillissant sans que l'on puisse réellement définir la nature de la relation du souverain avec la jeune femme de trente ans sa cadette.
Le petit-fils du général, le comte Adam Albert de Neipperg (1775-1829), de mère française, sert en France puis en Autriche, contre les armées révolutionnaires françaises. Il perd un œil à la bataille de Dolen en 1794. Il est ensuite ambassadeur en Suède et participe à la Bataille des Nations. Ambassadeur à Paris, il négocie selon les directives de Metternich le mariage de Napoléon et de l'archiduchesse Marie-Louise. Il est ensuite ambassadeur à Naples, puis occupe la France après le départ de Napoléon. Dès lors, il accompagne Marie-Louise à Parme et contracte un mariage morganatique avec elle en 1821, dont il aura quatre enfants (titrés comtes, puis princes de Montenuovo). De son premier mariage avec la comtesse Theresia Pola, il avait eu quatre fils, dont l'aîné, Alfred (1807-1865), épouse la princesse Marie-Frédérique de Wurtemberg.
Le chef actuel (depuis 2020) de la maison, le comte Karl Eugen von Neipperg (né en 1951), a épousé en 1977 l'archiduchesse Andrea de Habsbourg, fille de l'archiduc Otto de Habsbourg, dont cinq enfants.
Un des membres de la famille, le comte Stephan von Neipperg (1957), frère du chef de sa maison, exploite des domaines viticoles dans le Bordelais et en Bulgarie, comme d'autres membres de la famille dans le Zaubergäu.

## Alliances
de Habsbourg (1821, 1977), de Wurtemberg, de Lobkowicz (1852), von Waldstein (1880), von Silva-Tarouca (1911), von Ledebur-Wicheln (1950), von Stotzingen (1982), von Waldburg zu Zeil und Trauchburg (2024).

## Armes

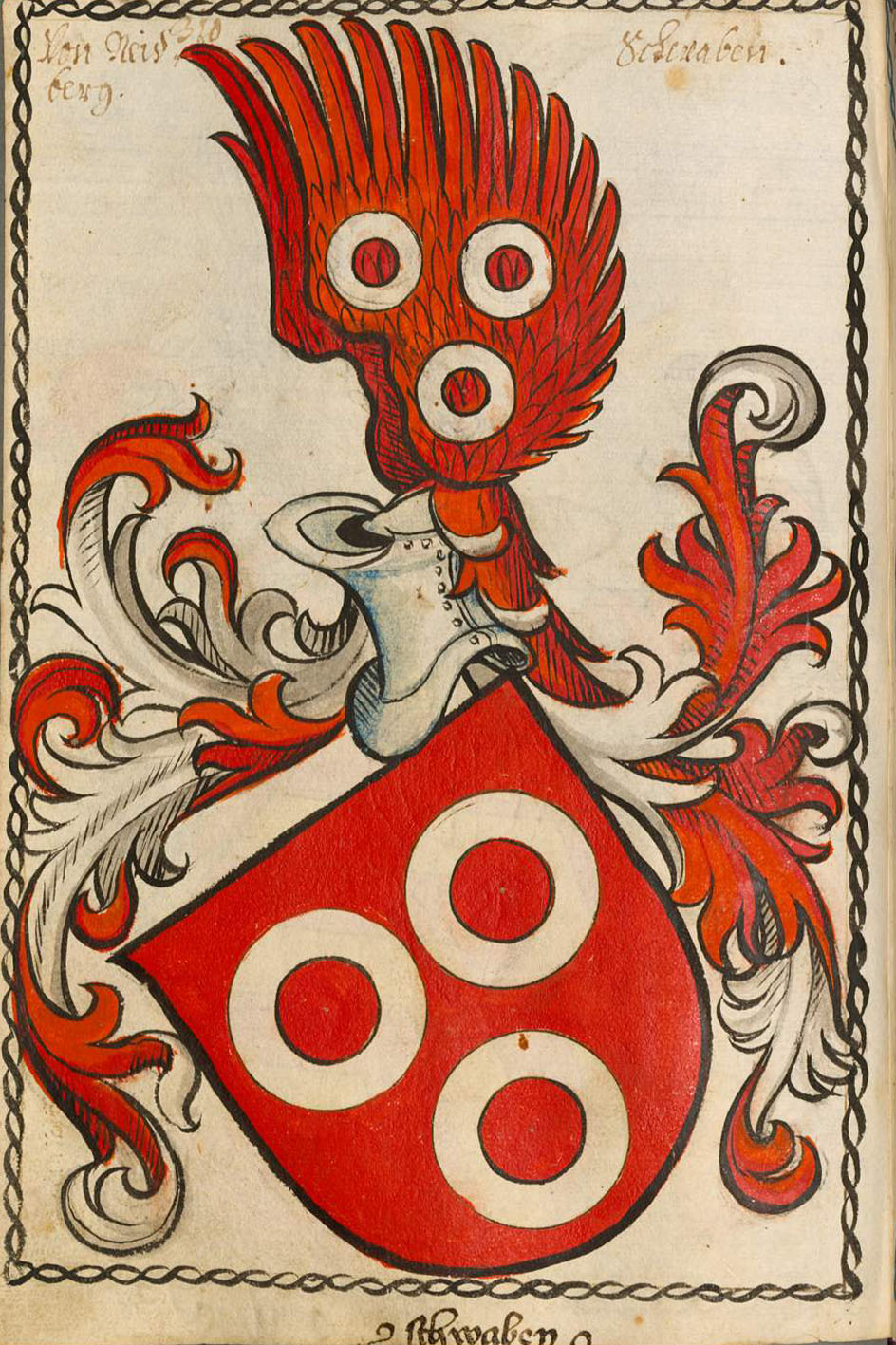
Blason des Neipperg